# Paul Henderson
Paul Garnet Henderson (* 28. ledna 1943 Kincardine) je bývalý kanadský lední hokejista. Hrál na levém křídle.

## Kariéra
Začínal v klubu Hamilton Red Wings, s nímž v roce 1962 získal Memorial Cup a za sezónu 1962/63 mu byla udělena Max Kaminsky Trophy. V National Hockey League hrál v letech 1963 až 1968 za Detroit Red Wings a v letech 1968 až 1974 za Toronto Maple Leafs. V letech 1964 a 1966 byl finalistou Stanley Cupu. V letech 1972 a 1973 byl nominován k NHL All-Star Game. Pak odešel do konkurenční World Hockey Association a působil v klubech Toronto Toros a Birmingham Bulls. Sezónu 1979/80 strávil v NHL v týmu Atlanta Flames. Celkem odehrál v NHL 707 zápasů s bilancí 236 branek a 241 asistencí a ve WHA 360 zápasů s bilancí 140 branek a 143 asistencí.
Zúčastnil se Série století v roce 1972, kde zaznamenal sedm branek a tři asistence. V poslední minutě osmého utkání v moskevském Paláci sportu Lužniki vstřelil branku na konečných 6:5 a rozhodl tím o kanadském vítězství v sérii. Hendersonův gól byl označen za „sportovní moment dvacátého století“ a byl vyobrazen na kanadských známkách a pamětních mincích. Paul Henderson hrál také v Summit Series 1974 mezi výběrem WHA a sovětskou reprezentací.
Po ukončení hokejové kariéry pracoval jako makléř pro firmu EF Hutton. Stal se znovuzrozeným evangelikálním křesťanem a uznávaným motivačním řečníkem, získal čestný doktorát na Briercrest College and Seminary. Vydal autobiografii Shooting for Glory (1992).
V roce 2013 byl jmenován do Síně slávy IIHF.

## Ocenění a úspěchy
- 1963 OHA – Nejlepší střelec
- 1966 NHL – Nejvíce vstřelených vítězných branek
- 1972 NHL – All-Star Game
- 1973 NHL – All-Star Game
- 2013 Hokejová síň slávy

## Klubová statistika
| Sezóna        | Klub                | Soutěž        |     | Základní část | Základní část | Základní část | Základní část | Základní část |    | Play off | Play off | Play off | Play off | Play off |
| Sezóna        | Klub                | Soutěž        | Z   | G             | A             | B             | TM            | Z             | G  | A        | B        | TM       |          |          |
| 1960–61       | Hamilton Red Wings  | OHA           | 30  | 1             | 3             | 4             | 9             | 12            | 1  | 1        | 2        | 4        |          |          |
| 1961–62       | Hamilton Red Wings  | OHA           | 50  | 24            | 19            | 43            | 68            | 10            | 4  | 6        | 10       | 13       |          |          |
| 1962–63       | Hamilton Red Wings  | OHA           | 48  | 49            | 27            | 76            | 53            | 3             | 2  | 0        | 2        | 0        |          |          |
| 1962–63       | Detroit Red Wings   | NHL           | 2   | 0             | 0             | 0             | 9             | —             | —  | —        | —        | —        |          |          |
| 1963–64       | Pittsburgh Hornets  | AHL           | 38  | 10            | 14            | 24            | 18            | —             | —  | —        | —        | —        |          |          |
| 1963–64       | Detroit Red Wings   | NHL           | 32  | 3             | 3             | 6             | 14            | 14            | 2  | 3        | 5        | 6        |          |          |
| 1964–65       | Detroit Red Wings   | NHL           | 70  | 8             | 13            | 21            | 30            | 7             | 0  | 2        | 2        | 0        |          |          |
| 1965–66       | Detroit Red Wings   | NHL           | 69  | 22            | 24            | 46            | 34            | 12            | 3  | 3        | 6        | 10       |          |          |
| 1966–67       | Detroit Red Wings   | NHL           | 46  | 21            | 19            | 40            | 10            | —             | —  | —        | —        | —        |          |          |
| 1967–68       | Detroit Red Wings   | NHL           | 50  | 13            | 20            | 33            | 35            | —             | —  | —        | —        | —        |          |          |
| 1967–68       | Toronto Maple Leafs | NHL           | 13  | 5             | 6             | 11            | 8             | —             | —  | —        | —        | —        |          |          |
| 1968–69       | Toronto Maple Leafs | NHL           | 74  | 27            | 32            | 59            | 16            | 4             | 0  | 1        | 1        | 0        |          |          |
| 1969–70       | Toronto Maple Leafs | NHL           | 67  | 20            | 22            | 42            | 18            | —             | —  | —        | —        | —        |          |          |
| 1970–71       | Toronto Maple Leafs | NHL           | 72  | 30            | 30            | 60            | 34            | 6             | 5  | 1        | 6        | 4        |          |          |
| 1971–72       | Toronto Maple Leafs | NHL           | 73  | 38            | 19            | 57            | 32            | 5             | 1  | 2        | 3        | 6        |          |          |
| 1972–73       | Toronto Maple Leafs | NHL           | 40  | 18            | 16            | 34            | 18            | —             | —  | —        | —        | —        |          |          |
| 1973–74       | Toronto Maple Leafs | NHL           | 69  | 24            | 31            | 55            | 40            | 4             | 0  | 2        | 2        | 2        |          |          |
| 1974–75       | Toronto Toros       | WHA           | 58  | 30            | 33            | 63            | 18            | —             | —  | —        | —        | —        |          |          |
| 1975–76       | Toronto Toros       | WHA           | 65  | 26            | 29            | 55            | 22            | —             | —  | —        | —        | —        |          |          |
| 1976–77       | Birmingham Bulls    | WHA           | 81  | 23            | 25            | 48            | 30            | —             | —  | —        | —        | —        |          |          |
| 1977–78       | Birmingham Bulls    | WHA           | 80  | 37            | 29            | 66            | 22            | 5             | 1  | 1        | 2        | 0        |          |          |
| 1978–79       | Birmingham Bulls    | WHA           | 76  | 24            | 27            | 51            | 20            | —             | —  | —        | —        | —        |          |          |
| 1979–80       | Birmingham Bulls    | CHL           | 47  | 17            | 18            | 35            | 10            | —             | —  | —        | —        | —        |          |          |
| 1979–80       | Atlanta Flames      | NHL           | 30  | 7             | 6             | 13            | 6             | 4             | 0  | 0        | 0        | 0        |          |          |
| 1980–81       | Birmingham Bulls    | CHL           | 35  | 6             | 11            | 17            | 38            | —             | —  | —        | —        | —        |          |          |
| Celkem ve WHA | Celkem ve WHA       | Celkem ve WHA | 360 | 140           | 143           | 283           | 112           | 5             | 1  | 1        | 2        | 0        |          |          |
| Celkem v NHL  | Celkem v NHL        | Celkem v NHL  | 707 | 236           | 241           | 477           | 304           | 56            | 11 | 14       | 25       | 28       |          |          |

## Reprezentace
| Rok                       | Tým                       | Soutěž                    | Z  | G | A | B  | TM |
| ------------------------- | ------------------------- | ------------------------- | -- | - | - | -- | -- |
| 1972                      | Kanada                    | SS                        | 8  | 7 | 3 | 10 | 4  |
| 1974                      | Kanada                    | SS                        | 7  | 2 | 1 | 3  | 0  |
| Seniorská kariéra celkově | Seniorská kariéra celkově | Seniorská kariéra celkově | 15 | 9 | 4 | 13 | 4  |